# بیماری نوری
بیماری نوری (انگلیسی: Norrie disease) یک بیماری ژنتیکی نادر است که بیشتر، چشم‌ها را مبتلا می‌کند و تقریباً همیشه، منجر به کوری می‌شود. به‌غیر از علائم چشمی مادرزادی، فردِ مبتلا ممکن است دچار کاهش شنوایی پیش‌رونده (اغلب از دههٔ دوم زندگی) شود و برخی دیگر نیز، از مشکلات شنوایی رنج ببرند. عاملِ بروز این بیماری، جهش در ژنِ NDP است.
این افراد ممکن است آب‌مروارید، لُکوره (سفیدشدن مردمک در اثر تابش نور) و اختلالات تکاملی چشم‌ها (مثل کوچک‌شدن کُرهٔ چشم و از دست رفتنِ عنبیه) هم داشته باشند. حدود ۳۰ تا ۵۰ درصد این بیماران، دچار تأخیر در رشد و مشکلات یادگیری، علائم شبه‌سایکوزی، آتاکسی نخاعی-مخچه‌ای و اختلالات رفتاری هستند. بیشتر این افراد هنگام تولد هیچگونه مشکل شنوایی ندارند، اما بروز این نقص، تا سنین نوجوانی بسیار شایع است. البته تنها ۱۵٪ از بیماران، همهٔ علائم و نشانه‌های این بیماری را به‌طور کامل دارا هستند.
از آنجایی که این بیماری، نوعی بیماری ارثی وابسته به کروموزوم X است، فقط نوزادان مذکر را مبتلا می‌کند. در موارد بسیاری استثنایی، گزارش‌هایی از ابتلای نوزادان مؤنث هم وجود داشته‌است. تعداد دقیق مبتلایان به این بیماری مشخص نیست و تنها چندصد مورد از آن گزارش شده‌است. این بیمای نادر، ارتباط خاصی با گروه‌های قومی یا نژادی ندارد.